# Twenty (album, Lynyrd Skynyrd)
Twenty je deváté studiové album americké southern rockové skupiny Lynyrd Skynyrd, vydané v roce 1997. Jeho název odkazuje k 20. výročí letecké havárie z roku 1977, při níž zahynuli někteří členové skupiny včetně zpěváka Ronnieho Van Zanta. Na album Twenty byla zařazena také jeho píseň „Travelin' Man“, která byla předtím dostupná pouze v živém provedení na koncertním albu One More from the Road z roku 1976. Jedná se tedy o první vydanou studiovou verzi této skladby, v jejíž části byl díky moderní technice využit zpěv Ronnieho Van Zanta, čímž byl vytvořen duet s jeho bratrem a současným zpěvákem Johnnym Van Zantem.

## Seznam skladeb
| Pořadí         | Název                       | Autor                                                                               | Délka |
| -------------- | --------------------------- | ----------------------------------------------------------------------------------- | ----- |
| 1.             | We Ain't Much Different     | Mike Estes, Rick Medlocke, Gary Rossington, Hughie Thomasson, Johnny Van Zant       | 3:44  |
| 2.             | Bring It On                 | Rick Medlocke, Gary Rossington, Hughie Thomasson, Johnny Van Zant                   | 4:56  |
| 3.             | Voodoo Lake                 | Bob Britt, Chris Eddy, Johnny Van Zant                                              | 4:37  |
| 4.             | Home Is Where the Heart Is  | Rick Medlocke, Gary Rossington, Hughie Thomasson, Johnny Van Zant                   | 5:26  |
| 5.             | Travelin' Man               | Ronnie Van Zant, Leon Wilkeson                                                      | 4:05  |
| 6.             | Talked Myself Right Into It | Pat Buchanan, Robert White Johnson, Donnie Van Zant, Johnny Van Zant                | 3:25  |
| 7.             | Never Too Late              | Rick Medlocke, Gary Rossington, Hughie Thomasson, Johnny VanZant                    | 5:18  |
| 8.             | O.R.R.                      | Rick Medlocke, Gary Rossington, Hughie Thomasson, Johnny VanZant                    | 4:16  |
| 9.             | Blame It on a Sad Song      | Lynyrd Skynyrd, Rick Medlocke, Gary Rossington, Hughie Thomasson                    | 5:35  |
| 10.            | Berneice                    | Rick Medlocke, Gary Rossington, Dennis E. Sumner, Hughie Thomasson, Johnny Van Zant | 4:01  |
| 11.            | None of Us Are Free         | Barry Mann, Brenda Russell, Cynthia Weil                                            | 5:23  |
| 12.            | How Soon We Forge           | Pat Buchanan, Robert White Johnson, Donnie Van Zant, Johnny Van Zant                | 4:50  |
| Celková délka: | Celková délka:              | Celková délka:                                                                      | 55:39 |

## Obsazení
- Gary Rossington – kytara, slide guitar, akustická kytara
- Johnny Van Zant – zpěv
- Leon Wilkeson – baskytara
- Ricky Medlocke – kytara, slide guitar, akustická kytara, dobro, vokály
- Hughie Thomasson – kytara, slide guitar, akustická kytara, vokály
- Billy Powell – piano, Hammondovy varhany
- Owen Hale – bicí, perkuse
- Ronnie Van Zant – zpěv ve skladbě „Travelin' Man“